# 大脂鰭半鱨
大脂鰭半鱨，為輻鰭魚綱鯰形目鱨科的其中一種，為熱帶淡水魚類，分布於亞洲婆羅洲北部Padas河流域，體長可達19.9公分，棲息在底層水域，生活習性不明。

## 扩展阅读
維基物種上的相關：大脂鰭半鱨